# Livet
Livet  es una comuna francesa situada en el departamento de Mayenne, en la región Pays de la Loire.

## Demografía
| 191 | 169 | 139 | 131 | 111 | 111 | 165 |
| Para los censos de 1962 a 1999 la población legal corresponde a la población sin duplicidades (Fuente: INSEE [Consultar]) |     |     |     |     |     |     |